# O Círio Perfeito
O Círio Perfeito é o sexto volume das memórias do médico e escritor mineiro Pedro Nava, sendo “a sequência lógica do volume precedente, pois repete o subtítulo e começa pelas mesmas reticências que o concluíram”. Escrito entre dezembro de 1980 e setembro de 1983, é o último volume completado, já que o sétimo, Cera das Almas, teve sua redação interrompida pela morte inesperada do autor.
Existe uma concatenação entre este sexto volume e o quinto, primeiro nos títulos. Segundo Nava, o “círio perfeito” é a vela do meio do “galo-das-trevas”, que é um candelabro triangular de treze velas que vão sendo apagadas na Semana Santa. Enquanto os quatro primeiros volumes, após abordarem os antepassados do autor, passaram a narrar sua vida em primeira pessoa, até sua formatura em Medicina, estes dois últimos volumes vão relatar, em terceira pessoa, o início da vida profissional de um “primo” do autor, o Egon, que na verdade não existe e não passa de um alter ego, um pseudônimo do autor. O livro tem como subtítulo “O Branco e o Marrom”, que foi o título da Segunda Parte do livro anterior, e começa repetindo as mesmas palavras (Fim do Galo das Trevas: “Cada qual em silêncio, às vezes se entreolhando, um pouco pálidos e esperando que começassem a chegar os resultados daquela fúria de metralhadoras sacudindo e ponteando o céu de Minas Gerais...”; Início de O Círio Perfeito: ...aquela fúria de metralhadoras sacudindo e ponteando os céus e os ares de Minas Gerais.
O livro começa com dois poemas que homenageiam o autor: “Naveana do Galo-das-Trevas” de Luiz Carlos Guimarães e “Os fantasmas da Rua da Glória 190” de Hélio Lima Carlos. É dedicado à memória de Francisco de Sá Pires, psiquiatra amigo do autor. Divide-se em três capítulos, relacionados a locais geográficos: I - Belorizonte Belo (Belo Horizonte); II - Oeste Paulista; III - Campo de Santana (praça do Rio de Janeiro).

## Capítulos
Capítulo I: Belorizonte Belo
O capítulo começa narrando os intensos tiroteios que abalaram a capital mineira de 3 a 8 de outubro de 1930, no embate entre forças legalistas do exército (12º Regimento de Infantaria) e revolucionários da Força Pública,  com grande quantidade de feridos na população civil, que “estava entre dois fogos”. O “Egon” foi incumbido de tirar as impressões digitais dos cadáveres que se acumulavam no necrotério do hospital da Santa Casa. Depois descrevem-se os violentos distúrbios estudantis, em 18 de novembro, contra o reitor Francisco Mendes Pimentel da Universidade de Minas Gerais que, invocando a autonomia universitária, recusou-se a cumprir um decreto federal de passar os alunos de ano automaticamente, sem necessidade de provas, naquele ano conturbado. “A desordem continuava: a gritaria, as vaias e o arremesso, agora também, de pedaços de cadeiras espatifadas. Parte do grupo de estudantes que invadira a Faculdade de Direito continuava dentro dela fazendo arruaças nos corredores, salas e salão do conselho que depredavam, e outra parte fora para a rua onde continuavam as vaias, as pedradas e não ia demorar muito os tiros de revólver e de fuzil para dentro do prédio onde estavam os professores praticamente sitiados.”  O capítulo termina com o trágico caso de amor do “Egon” por uma moça de extrema beleza, da nata da sociedade, que o deixou totalmente desvairado, embora ela o compartilhasse com dois outros “namorados” e se recusasse a discutir um possível noivado e casamento. Numa viagem ao Rio de Janeiro com a família, a moça, que Egon chama de Lenora (alusão à amada defunta do poema O Corvo de Poe), suicida-se com um tiro de revólver, lançando Egon em profunda depressão e levando-o a deixar Minas Gerais, virando “outra página de sua vida”. “Desde a morte de Lenora o Egon tomara horror às ruas e a tudo em Belo Horizonte.” Egon/Nava deixou a cidade em 30/6/1931. Somente quase meio século depois o autor ficou sabendo que a moça sofria de uma leucemia incurável.

Capítulo II - Oeste Paulista
Este capítulo abrange o período que o Egon/Nava passou no Oeste Paulista, na época uma região pioneira de cultivo de café, “extraordinário melting-pot da região – ponto de encontro de toda casta de brasileiros e de tudo quanto era imigrante estrangeiro – misturando suas culturas e suas cores indissoluvelmente”.. Primeiro no distrito de Engenheiro Schmidt, município de São José do Rio Preto, onde chega em 20 de junho de 1931 e é acolhido pelo amigo Joaquim Nunes Coutinho Cavalcanti. No capítulo, Nava traça um longo perfil desse amigo que conheceu na adolescência (Chão de Ferro): “Joaquim Nunes Coutinho Cavalcanti foi uma honra do gênero humano. Ele era diferente, rigorosamente diferente desta pobre e imunda humanidade à qual todo indivíduo dotado de um mínimo de sensibilidade tem vergonha de pertencer.” ., depois abrindo seu consultório médico no município de Monte Aprazível, onde permaneceu de 17 de novembro daquele mesmo ano a 22 de fevereiro de 1933. Após o trauma do suicídio de Lenora, o Egon “via sua vida novamente como página em branco onde ele fosse começar a escrever coisas doces e fáceis”. Ali o Cavalcanti o entregou aos cuidados do advogado Tavares, autor de um livro sobre a região, que o hospedou temporariamente em sua casa e o apresentou à sociedade local.
O Egon/Nava enfrentará “o problema mais grave do ponto de vista clínico-sanitário de Monte Aprazível”, a “febre tremedeira, febre dos pântanos, malária, paludismo. Os médicos da região registravam metade dos seus casos de consultório e de clínica domiciliar como de paludismo agudo, crônico ou suas complicações” ., sendo até escolhido para chefiar a campanha da prefeitura contra a doença. O autor narra alguns atendimentos médicos complicados, como um coma palúdico às altas horas da noite sofrendo ameaça de morte caso não curasse o doente, e partos difíceis em que a parteira desistiu e teve de apelar ao médico. Numa região sem exames clínicos nem raios X, o Egon/Nava precisou “ficar afiado ao máximo para proceder segundo diagnósticos que só se mostravam pela semiologia física”.. Ocasionalmente também foi convocado a auxiliar a polícia, como perito médico-legal, inclusive no caso da sedução de uma menor.
Com a eclosão do Movimento Constitucionalista em 9 de julho de 1932 e a opção por não se alistar no exército insurgente por simpatizar com o getulismo, o Egon/Nava passa a ser alvo de suspeitas, a certa altura correndo forte risco de ser preso, o que o leva à decisão de, encerradas as hostilidades, realizar o velho sonho de ir morar à beira-mar, no Rio de Janeiro.

Capítulo III - Campo de Santana
Este capítulo relata o início da vida do Egon/Nava no Rio de Janeiro, cidade onde chegou em 10 de março de 1933, hospedando-se como os tios Bibi e Heitor Modesto na Rua Santa Clara, Copacabana. Em 3 de junho, com a grande reforma dos serviços de assistência pública do prefeito Pedro Ernesto, foi admitido no Hospital de Pronto Socorro (futuro Hospital Souza Aguiar), primeiro no serviço externo das ambulâncias, depois no serviço interno junto à equipe do chefe de cirurgia, finalmente na clínica médica de mulheres (serviço Benício de Abreu) dirigida por Genival Londres. “Serviço externo das ambulâncias ou serviço interno do posto de pronto-socorro eram tarefas realmente fascinantes para o médico e para o cirurgião apaixonados por sua profissão. Eram a um tempo aventura, busca do desconhecido, roleta russa, excursão pela humanidade, descoberta da cidade [...]”O hospital na época ocupava uma “bela construção” neoclássica na Praça da República, mais tarde demolida e substituída pelo imóvel atual “construído recuadamente, nos vastos terrenos que eram o pátio do antigo, acrescido das áreas ocupadas pelos velhos barracões vizinhos da limpeza pública”. Em relação ao período em que trabalhou nas ambulâncias, escreve o autor:

Aquelas saídas de dia cedo, no pino, ao entardecer e noturnas encantavam o Ego. Primeiro, pela ida aos desconhecidos da patologia que era mister resolver na hora e que representavam sempre um desafio para os que tinham uma verdadeira alma de médico, com sua curiosidade, interesse, devotamento, solidariedade humana e piedade – simples pena do seu semelhante. Segundo, pelo desvendamento de todos os Rios-de-Janeiro – o milionário, o riquinho, o remediado, o pobre e o da miséria negra das casas-de-cômodo e favelas. Dos palácios de Copacabana ao morro, a aflição era a mesma, una e singular – a do indivíduo que sofre, está se despencando na morte e que é preciso segurar com todas as forças.
No capítulo o autor aborda os diferentes turnos do pronto-socorro, traça perfis de médicos que admirava (os “homens de branco”) e também daqueles maus-caracteres (os “médicos ditos de marrom”, geralmente designados por alcunhas caricaturais e debochadas, como Josino Rasposo, Alastrim Chichorro, Varilandopiteco, Pupo Varejão Bombaça) e faz reflexões sobre a carreira médica e a medicina (“Um exame sem palavras pode ser admitido em veterinária. Na medicina – a clínica é entendimento, compreensão e principalmente a simpatia entre os dois seres humanos: médico e cliente.”) também narra a doença e morte do pintor Ismael Nery, a conversão ao catolicismo do poeta Murilo Mendes e traça um longo perfil do seu amigo da vida inteira Afonso Arinos de Melo Franco, que Nava considera o maior escritor memorialista do Brasil.
Em seu início de carreira, Egon/Nava interessa-se por conhecer as instituições ligadas à medicina no Rio de Janeiro: Hospital São Sebastião, Instituto Oswaldo Cruz, Instituto Médico Legal, Academia Nacional de Medicina,  Santa Casa de Misericórdia, Hospital dos Lázaros em São Cristóvão e o manicômio judiciário, onde conheceu o sinistro assassino em série Febrônio Índio do Brasil e o “pintor”, que recolhia fezes dos colegas para com elas pintar as paredes de sua cela (“Todo o assoalho estava inçado de latas de goiabada e de banha Rosa cheias de merda até as bordas. O cheiro era de atirar qualquer um ao chão.”)
O autor descreve também os trajetos que fazia de ônibus ou a pé, de manhã cedo, pelo centro da cidade, até o hospital “para se entranhar cada vez mais daquela alma das ruas cariocas” e deplora as transformações para pior: “Ele, Egon, tinha visto mesmo o outro Rio de Janeiro lusitano, depois o afrancesado – sufocados um e outro por um desumano agrupamento que pensam ser de estilo americano. Ficou essa desordem, essa megacapital, sem plano e sem infraestrutura [...]” Mas trata-se de uma época positiva na vida do autor: “Esses tempos do Hospital do Pronto-Socorro foram dos melhores da vida médica do Egon”. “[...] vivia em êxtase, fascinado por sua mui leal e heroica cidade de São Sebastião do Rio de Janeiro que ele ia conhecendo de mais em mais nos seus recantos, centros, subúrbios, bairros, praias e montanhas [...]”
O autor também aborda as suas crises de angústia (“os tentáculos gelados do seu polvo a garroteá-lo” ) e expressa seu pessimismo em relação ao ser humano: “Mas afinal e essa alma? Essa alma tolhida e encarcerada num corpo de animal... que será ela? Uma secreção? Do cérebro, como a bile é do fígado. Sem dúvida. Secreção ou não – ela vem do cérebro e no homem tem sua imagem e semelhança, dando-lhe diferença e tornando-o o mais hediondo dos animais.”
A obra termina com o reencontro do Egon/Nava com o antigo “colega de boemia de Belo Horizonte”, o Comendador, “autor” do livro de poemas diabólicos e sacrílegos Lira Maldita – na verdade um personagem fictício. Os dois tomam altos porres, e quando enfim o Comendador vai revelar seu segredo (“Pois vou falar e cago pro seu pensamento. E não peço segredo. Você com suas manhas arrombou um cofre. Mas eu é que vou mostrar o que tem lá dentro., o livro chega ao fim com a promessa de que “A continuação destas memórias estará em Pedro Nava, Cera das Almas (em preparo).” Só que, com seu suicídio, Nava deixa inacabado esse livro e acaba levando o segredo para o túmulo.